# 대동문화재연구원
대동문화재연구원은 문화재 조사․연구․보호, 보존관리 및 그 활용을 통해 민족문화를 전승․보급하고 창조적으로 개발하기 위하여 2006년 1월 10일 설립된 문화체육관광부 소관의 재단법인이다. 사무실은 경상북도 성주군 선남면 도성2길 14에 있다.

## 주요 사업
- 문화재의 보호·보존활동
- 문화재의 지표조사 및 발굴
- 문화재의 보존·복원 및 활용방안에 대한 연구
- 학술연구 및 자료 발간, 학술행사 개최